# 楞厳寺 (上尾市)
楞厳寺（りょうごんじ）は、埼玉県上尾市にある曹洞宗の寺院。

## 歴史
1562年（永禄5年）、喜翁禅悦によって開山された。ただ当寺の境内には、上尾市の文化財に指定されている弘長年間（1261年 - 1264年）造立の板碑がある。開山年よりもはるかに古く、当寺の所属宗派である曹洞宗の開宗年代に近い。そのことから、開山以前から何らかの形で堂宇が存在していた可能性がある。当寺には宗祖道元と瑩山の坐像を所蔵している。
なお当寺の寺号の「楞厳寺」は、仏典の「首楞厳経」に由来する。

## 文化財
- 弘長板碑（上尾市指定文化財 昭和39年3月1日指定）[3]

## 交通アクセス
- 路線バス氷川神社停留所より徒歩2分。